# Лазебна Марина Володимирівна
Лазебна Марина Володимирівна (10 червня 1975 , Пісківка, Київська область ) — міністр соціальної політики України (з 4 березня 2020 до 18 липня 2022 року), кандидат економічних наук.

## Походження та навчання
Народилася в с. Пісківка Бородянського району Київської області.
Після закінчення загальноосвітньої школи навчалась у Київському університеті ім. Шевченка, який закінчила у 1998 році за спеціальністю «економіст-менеджер».

## Початок трудової діяльності
2000 року стала провідним спеціалістом управління соціальних прогнозів та економічної експертизи соціальних реформ Міністерства економіки України. Потім була призначена заступником начальника відділу пенсійної реформи та з питань європейської інтеграції України цього ж міністерства.
2003 року перейшла на роботу до Секретаріату Кабінету Міністрів України, де була призначена головним спеціалістом Управління стратегії реформування соціальних відносин, а згодом — головним спеціалістом Управління соціальної політики та праці.
З травня 2011 року Марина Лазебна працювала на посаді помічника міністра у відділі організації роботи віцепрем'єр-міністра Секретаріату Кабміну. Згодом обійняла посаду директора Департаменту праці та зайнятості Міністерства соціальної політики України.

## Керівні посади
20 травня 2013 року президентом України Януковичем призначена головою Державної служби зайнятості України. Утім, менш ніж за рік, 5 березня 2014 року Кабінет Міністрів України А. Яценюка постановою № 90 ліквідував Державну службу зайнятості.
Після відходу з державної служби Марина Лазебна зареєструвалась фізичною особою-підприємцем, аби займатись «консультуванням з питань комерційної діяльності й керування». За 2018 році вона задекларувала 799 355 гривень доходу.
Наприкінці серпня 2019 року Кабінет міністрів України призначив Марину Лазебну головою Державної соціальної служби України. Уряд О.Гончарука вже 2 жовтня 2019 року звільнив її з цієї посади.
3 березня 2020 року на засіданні фракції «Слуга народу» була запропонована президентом Зеленським на посаду міністра соціальної політики.
На позачерговому засіданні Верховної Ради України 4 березня 2020 року призначена міністром соціальної політики.
15 липня 2022 року Лазебна подала заяву про відставку з посади Міністра соціальної політики України.
18 липня 2022 рішенням Верховної Ради України її було звільнено з посади Міністра соціальної політики України. За це проголосували 277 депутатів.
Марина Лазебна — одна із засновників ГО «Новий соціальний вибір» та «Соціальний порядок».

## Родина
Чоловік — Ігор Павлович Лазебний, адвокат. У шлюбі народився у грудні 1998 року син Олег.